# Johann Friedrich Weitenkampf
Johann Friedrich Weitenkampf (* 7. Juli 1726 in Königsberg; † 9. April 1758 in Braunschweig) war ein deutscher Philosoph und evangelisch-lutherischer Pastor.

## Leben
Weitenkampf war der Sohn des an der Altroßgärter Kirche in Königsberg wirkenden Pastors Johann Fridrich Weitenkampff. Er verlor früh seinen Vater. Nach dem Tod des Vaters kam er in das evangelische Waisenhaus Johannisstift in der Gebauhrstraße. Am 4. April 1742 ließ Weitenkampf sich an der Albertus-Universität Königsberg immatrikulieren.
1744 hielt Weitenkampf auf Veranlassung seines Lehrers Martin Knutzen zum zweihundertjährigen Bestehen der Albertina eine Rede mit dem Titel „Wohleingerichtete Academien, als Grundsäulen der Glückseligkeit ganzer Länder und Völker“, die auch sein zwei Jahre älterer Kommilitone Immanuel Kant hörte. 1747 wechselte Weitenkampf an die Universität Leipzig, dann an die Universität Halle und schließlich an die Universität Helmstedt, wo er als Magister seit 1750 philosophische Vorlesungen hielt. 1754 wechselte er seinen Beruf und wurde Pastor an der Kirche St. Magni in Braunschweig.

## Rezeption seines Werks
Weitenkampf hinterließ das dreibändige Werk Gedanken über wichtige Wahrheiten aus der Vernunft und der Religion, dessen Grundgedanken sein Lehrer Martin Knutzen in seiner Dissertatio metaphysica De aeternitate mundi impossibili (Königsberg 1733) und in seiner Schrift Philosophischer Beweiß von der Wahrheit der christlichen Religion aufgeworfen hatte, die nach Riccardo Pozzo lauten, ob die Welt ewig sei und ob die Schöpfung durch Beweise des Glaubens oder auch durch Beweise der Vernunft begründet werden könnte. Weitenkampf vertrat die Ansicht, dass der Welt natürliche Grenzen gesteckt seien, da die Annahme einer unendlich ausgedehnten Materie nicht möglich sei.
Kant zitiert in seiner Allgemeinen Naturgeschichte und Theorie des Himmels von 1755 in einer Fußnote Weitenkampf, dessen Argument einer in natürlichen Grenzen sich erstreckende Welt „einer unendlichen Ausdehnung der Welt“ (Kant) widerspreche. Kant nahm Weitenkampfs Argument aber in die These der ersten Antinomie der reinen Vernunft, „die Welt hat einen Anfang in der Zeit, und ist dem Raum nach auch in Grenzen eingeschlossen“, in der Kritik der reinen Vernunft auf.
Nicht nur Immanuel Kant, sondern auch Hans Blumenberg setzte sich weitaus ausführlicher mit Johann Friedrich Weitenkampfs Schrift Lehrgebäude vom Untergange der Erden auseinander. In seinem 1970 gedruckten Mainzer Akademievortrag Selbsterhaltung und Beharrung. Zur Konstitution der neuzeitlichen Rationalität vertrat er das vollkommen absurde „Theorem der intransitiven Erhaltungsvoraussetzungen“ Diese gänzlich abstruse These suchte er durch die Argumentation des „Mitte des 18. Jahrhunderts viel gelesenen Buches“ von Johann Friedrich Weitenkampfs Lehrgebäude zu erhärten.

Blumenberg schreibt, dass bei Weitenkampf folgerichtig der Weltuntergang minimalisiert werde (S. 194). Die Größe des Weltalls sei bei ihm zu einem Argument „gegen die Totalität der eschatologischen Ereignisse geworden, deren Offenbarung sich doch auf den Menschen als nur noch partielles Faktum in diesem Universum bezieht“. So gerate der Widerruf dieses gewaltigen Aufwandes (des Weltunterganges) zu einem Selbstwiderspruch der schöpferischen Instanz, also Gottes. Die göttliche Offenbarung der in der Bibel in dem Alten Testament durch den Propheten Daniel und in dem Neuen Testament durch Jesu Endzeitreden, aber vor allem durch die Johannes-Apokalypse angekündigten und bekräftigten Eschatologie sieht Blumenberg bei Weitenkampf weitestgehend entkräftet, sie, die biblische Offenbarung, erscheine nur noch als ein partielles Faktum in dem ganzen Universum.
Die reine Existenz des Weltalls widersetze sich dem Gedanken seines totalen Unterganges. Eschatologie kann zufolge dieses Gedankens nur mittels „eines dem Jahrhundert der Theodizee vertrauten Arguments […] des Anstoßes an der Ungeheuerlichkeit der Höllenstrafe“ aufrechterhalten werden. An Gerechtigkeit und Ewigkeit der Höllenstrafe, sowie an deren Prämisse, dass die Überzahl der Menschen zu der massa damnata gehöre, hielte das Zeitalter der Aufklärung noch fest, damit aber die Verdammnis des Übels durch Gott nicht in ein Uferloses fortgehe, muss, Weitenkampf zufolge, „Fortbestand und Anwachsen der Menschheit […] einmal ein Ende bereitet werden“. Blumenberg sieht in diesem Argumentationsgang eine „Kreuzung der Argumentationen“ (S. 195), zugunsten des Fortbestandes der Welt, zuungunsten dessen der Menschheit. Weitenkampfs Gott verhänge aus Gerechtigkeit Verdammnis, nicht aus Willkür. Später wird Blumenberg sagen, dass der Gott der Gerechtigkeit zu einem reinen Willkürgott geworden sei, da er beides, die Welt und den Menschen, aufgegeben und sich zurückgezogen habe.

## Schriften
- Gedanken über wichtige Wahrheiten aus der Vernunft und Religion. Schröder, Braunschweig 1753–1761. Th. 1: 1753. 2. Aufl. 1754; Th. 2: 1754. 2., verb. Aufl. 1761; Th. 3: 1761.
- Vernünftige Trostgründe bei den traurigen Schicksalen der Menschen. Schröder, Braunschweig, 1753.
- Lehrgebäude vom Untergange der Erden. Schröder, Braunschweig 1754; wiederabgedruckt: Schröder, Braunschweig 1762.